# Chancel Ilunga Sankuru
Chancel Ilunga Sankuru (* 28. Dezember 1995 in Lubumbashi) ist eine ehemalige kongolesische Leichtathletin, die sich auf den Mittelstreckenlauf spezialisiert hat.

## Sportliche Laufbahn
Chancel Ilunga Sankuru trat dank einer Wildcard im 1500-Meter-Lauf bei den Olympischen Sommerspielen in London teil und schied dort mit 5:025,25 min in der ersten Runde aus. Es blieb ihre einzige internationale Meisterschaftsteilnahme.